# مونتانا (مسلسل كرتوني)
مونتانا مسلسل رسوم متحركة ياباني إيطالي عرض لأول مره في 2 أبريل 1994 واستمر عرضه حتى 8 أبريل 1996 تمت دبلجة المسلسل للغة العربية وعرض على قناة أي ار تي تينز.

## القصة
يروي المسلسل قصة المغامر مونتانا وابن عمته آلفريد اللذان يسعيا لتنفيذ مهمة من البروفسور كيرك حول البحث والحفاظ على النوادر التاريخية الثمينة وحمايتها من السرقة وتصاحبهم في المغامرات ميليسا .
يتعرض الثلاثة دائماً للمصاعب والأخطار من اللورد زيرو الشرير وزبانيته سليم وسلام بمساعدة العبقري نيترو.
يتضمن المسلسل 52 حلقة، كل حلقة تتضمن مهمة في بلد ما، مليئة بالأحداث المشوقة والطريفة والمميزة.

## أبرز الشخصيات
مونتانا: مغامر بحث دائمًا عن المجهول ولا يخشى القيام بأشياء خطيرة. يسافر مع ابن عمه ألفريد حول العالم لإيجاد كنوز للبروفسور كيرك ، أستاذ ألفريد. يعمل مونتانا في مطعم عمته لتمويل طائرته Ketty، وهي طائرة مائية من طراز Supermarine GS تحتاج باستمرار إلى الإصلاح. يعيش في مكان ما على الساحل في بوسطن. وهو مفتون بميليسا ثورن.
آلفريد: باحث ومستكشف في الآثار والكنوز وهو ابن عم مونتانا ،يحب دراسة الثقافات القديمة واللغات الغريبة والكنوز. من ناحية أخرى، يكره الخطر، ويسافر، ولا يمكنه السباحة، مما يجعله عكس ابن عمه مونتانا. معًا، يشكل الاثنان فريقًا جيدًا. يحب ألفريد والدته ويأكل السباجيتي بولونيز، والذي غالبًا ما يعده لميليسا ومونتانا.
ميليسا: صحفية و ابنه دبلوماسي ،غالبًا ما تساعد مونتانا وألفريد، ميليسا تستمتع بالتسوق والمغامرات مع الاثنين. في الحلقة الأخيرة، تم الكشف عن أن والدها هو البروفيسور كيرك ، موضحًا سبب وجود ميليسا دائمًا في الوقت والمكان المناسبين لمساعدة مونتانا وألفريد.
اللورد زيرو: هو أحد الأرستقراطيين الفاسدين ويسعى دائما للسرقة والاستحواذ على الكنوز والآثار النفيسة بشتى السبل وإضافتها لمجموعته الخاصة كما يدعي، حيث يحاول باستمرار الحصول على كل الكنز لنفسه فقط ليتم إحباطه من قبل مونتانا وألفريد. عادة ما يتم إحباط خططه بسبب خطأ من أتباعه سليم أو سلام أو الدكتور نيترو. عادة ما يكون اللورد زيرو في مزاج سيء باستمرار، ويكره الاعذار .
سليم و سلام : هم أتباع اللورد زيرو المتلعثمين. يعرف الاثنان أن البحث عن الكنوز بأنفسهما سيكون أكثر نجاحًا ولكن ولائهما أكبر من جرأتهما. غالبًا ما يقومون بالعمل الصعب للورد زيرو، وعندما تسوء الأمور، فإنهم عادة ما يتحملون اللوم. و سليم هو الاضخم بين الاثنين و سلام هو الانحف .
الدكتور نيترو: عالم وعبقري يعمل لصالح زيرو، مبتكر آلات للورد زيرو لا يبدو أنها تعمل بالطريقة الصحيحة أبدًا، وغالبًا ما يعطي العذر «لم يكن ليحدث لو أعطيتني المزيد من الوقت والمال» للدفاع عنها. لسوء الحظ، اللورد زيرو يكره هذا العذر.
البروفسور كيرك: عالم و باحث مشهور و دبلوماسي ، وهو باعث المهمات لمونتانا وآلفريد ويتبين في آخر حلقة أنه والد ميليسا.
العمة اغاتا: هي أم آلفريد وعمة مونتانا وتظهر في الحلقات (1-8, 10, 12-13, 15-18, 23, 24-28, 33-34, 38-39, 45, 51-52).
شودا: يعمل عند اغاتا في مطعمها وهو غالبا من يوصل الأسطوانات الى الفريد و مونتانا .
و شخصيات أخرى تظهر خلال الحلقات والمهمات المختلفة

## روابط خارجية
- مونتانا على موقع IMDb (الإنجليزية)
- مونتانا على موقع كينوبويسك (الروسية)
- مونتانا على موقع قاعدة بيانات الفيلم (الإنجليزية)
- مونتانا على موقع ANN anime (الإنجليزية)
- Official Homepage from NHK (Japanese)
- Fanpage in four different languages (including English)